# Aurora Perrineau
Aurora Robinson Perrineau (Los Angeles, 23 de setembre de 1994) és una actriu i model estatunidenca. Es féu conèixer arran del seu paper de Shana Elmsford el 2015 a la pel·lícula Jem and the Holograms, adaptació cinematogràfica en directe de la sèrie de televisió animada dels anys 80 Jem. Més endavant interpretà Giselle Hammond a Truth or Dare (2018) i Tanya a la sèrie de Netflix, When They See Us, el 2019.
El 2022 va ser C a la sèrie distòpica Westworld del canal estatunidenc HBO i el 2024 és Riddy (forma abreujada d'Euridyce) un dels protagonistes principals de Kaos, una nova sèrie de Netflix, juntament amb Jeff Goldblum que hi interpreta el pare dels déus Zeus.

## Biografia
Aurora Perrineau nasqué al si d'una família del món de l'espectacle el 23 de setembre de 1994 a Califòrnia (Los Angeles). Sa mare, Brittany Perrineau (nascuda Robinson), és una model, actriu i productora, mentre que el seu pare, Harold Perrineau, és un actor que tingué rols relativament importants a les sèries Lost i Oz i interpretà Link a Matrix Reloaded i Matrix Revolutions. Aurora és la primera filla de la parella i té dues germanes més petitesː Wynter Aria, nascuda el 2008 i Holiday Grace (2013).

## Filmografia

### Films
| Any  | Títol                 | Rol             | Notes                                       |
| ---- | --------------------- | --------------- | ------------------------------------------- |
| 2012 | Air Collision         | Radhika Darshan | Direct-to-video                             |
| 2015 | A House Is Not a Home | Ashley Williams |                                             |
| 2015 | Equals                | Iris            |                                             |
| 2015 | Jem and the Holograms | Shana Elmsford  |                                             |
| 2015 | Freaks of Nature      | Vampira         |                                             |
| 2016 | Passengers            | Celeste         |                                             |
| 2018 | Truth or Dare         | Giselle Hammond |                                             |
| 2018 | Boo!                  | Morgan          |                                             |
| 2018 | Virginia Minnesota    | Addison         |                                             |
| 2021 | Rhino                 | Roxy            |                                             |
| TBA  | Crossword             | Tessa           | Post-producció; alhora productora executiva |

### Televisió
| Any        | Títol               | Rol                 | Notes                                             |
| ---------- | ------------------- | ------------------- | ------------------------------------------------- |
| 2011       | Pretty Little Liars | Bianca              | Episodi: "Picture This"                           |
| 2014       | Newsreaders         | Hilary              | Episodi: "F- Dancing, Are You Decent?"            |
| 2015       | Chasing Life        | Margo               | 4 episodis                                        |
| 2017       | The Carmichael Show | Casey North         | Episodi: "Maxine's Sister"                        |
| 2018, 2019 | Into the Dark       | DorothyAshley Prime | Episodi: "The Body"Episodi: "All That We Destroy" |
| 2019       | When They See Us    | Tanya               | Minisèrie; 4 episodis                             |
| 2019–2021  | Prodigal Son        | Dani Powell         | Protagonista principal                            |
| 2022       | Westworld           | C / Frankie Nichols | Rol recurrent (Quarta temporada)                  |
| 2024       | Kaos                | Riddy               |                                                   |

### Vídeos musicals
| Any  | Títol  | Artista     | Notes         |
| ---- | ------ | ----------- | ------------- |
| 2016 | "Kids" | OneRepublic | Rol principal |